# Litsea borneensis
Litsea borneensis är en lagerväxtart som först beskrevs av Carl Daniel Friedrich Meisner, och fick sitt nu gällande namn av Jacob Gijsbert Boerlage. Litsea borneensis ingår i släktet Litsea och familjen lagerväxter. Inga underarter finns listade i Catalogue of Life.